# Satisfied
"Satisfied" är en låt med den amerikanska R&B-sångerskan Rhona Bennett, komponerad av Rodney "Darkchild" Jerkins, LaShawn Daniles och sångerskan själv för hennes debutalbum Rhona (2001). Produktionen för låten ägde till största del rum vid Criteria Studio i Miami. Sångens handling bygger på att Rhona kaxigt övertygar sin partner om att hon kan hålla denne nöjd.
"Satisfied" släpptes som skivans ledande singel i USA den 14 augusti 2001, och tidigare samma år i Europa och Japan. Spåret bemöttes med positiv kritik från musikrecensenter som uppskattade sångerskans starka röst. Billboard Magazine drog paralleller mellan singeln och en annan Darkchild-komposition; Jennifer Lopez' "If You Had My Love". Trots att låten klättrade till en fjärde plats på USA:s danslista, sålde Jerkins nya protegés debutsingel avsevärt sämre än förväntat och misslyckades att ta sig in på någon av de populäraste musiklistorna i USA. Som ett resultat genererade singeln minimal publicitet varför sångerskans skivbolag, Epic Records, beslöt att det inte var lönsamt att ge ut Bennetts debutalbum i USA. Även på de flesta internationella marknader misslyckades Rhona Bennetts debutsingel att väcka något större intresse med undantag för Japan där den certifierades med guldstatus för sin försäljning. 
En musikvideo för singeln regisserades.

## Format och innehållsförteckning
| - Amerikansk CD-singel 1. "Satisfied" (Single Version) 2. "Satisfied" (Hex Hectors Radio Mix) 3. "Satisfied" (Eric Kuppers Classic Mix) 4. "Satisfied" (Robbie Riveras Vocal Mix) 5. "Satisfied" (Hex Hectors Club Mix) | - Europeisk Maxi-singel 1. "Satisfied" (Single Version) - 3:32 2. "Satisfied" (Another Darkchild Remix) - 4:44 3. "Satisfied" (X-Men's Vocal Satisfaction) - 4:21 4. "Satisfied" (Step-1 Vocal Up Dub) - 4:49 5. "Satisfied" (Robbie Rivera Phunky Vocal Mix) - 8:27 6. "Satisfied" (Hex Hector's Club Mix) - 10:34 |

## Listor
| Listor (2001)                             | Topp position |
| ----------------------------------------- | ------------- |
| Schweiz Schweizer Hitparade               | 70            |
| Nya Zeelands RIANZ                        | 71            |
| Amerikanska Billboard Hot Dance Club Play | 4             |

## Musiker och musikmedverkande
- Arrangemang - Larry Gold, Rodney "Darkchild" Jerkins
- Bakgrundssång - Mischke Butler, Rhona Bennett
- Dator - Paul Foley
- Ingenjör - John Smeltz, Paul Foley
- Låttext - Fred Jerkins III , LaShawn "The Big Shiz" Daniels, Mischke, Rhona Bennett
- Bemästrad - Vlado Meller
- Mix- Dexter Simmons, Rodney "Darkchild" Jerkins
- Producent - Rodney "Darkchild" Jerkins
- Producent [Vokaler] - LaShawn "The Big Shiz" Daniels, Mischke
- Sång - Rhona Bennett
- Sång - Mischke Butler